# ماورو فرنانديز
ماورو فرنانديز (بالإسبانية: Mauro Fernández)‏ (31 مارس 1989 بويرتو مادرين الأرجنتين - ) هو لاعب كرة قدم أرجنتيني يلعب كمهاجم.

## وصلات خارجية
ماورو فرنانديز على موقع إي إس بي إن إف سي (الإنجليزية)
- ماورو فرنانديز على موقع قاعدة بيانات كرة القدم.إي يو (الإنجليزية)
- ماورو فرنانديز على موقع Soccerway.com (الإنجليزية)
- ماورو فرنانديز على موقع AS.com (الإسبانية)